# Wyprzenie roślin
Wyprzenie roślin – nieinfekcyjna lub infekcyjna choroba roślin o podłożu mieszanym. Występuje w wyniku zbyt długiego zalegania okrywy śnieżnej. Zamieranie roślin pod śniegiem lub bezpośrednio po jego stopnieniu spowodowane ich wycieńczeniem (wyprzenie fizjologiczne), zwłaszcza jeśli wycieńczone rośliny zostaną zaatakowane pleśnią śniegową zbóż lub pałecznicą zbóż (wyprzenie fitopatologiczne). W Polsce najczęściej występuje wyprzenie spowodowane tymi dwoma zjawiskami jednocześnie.

## Obraz wyprzenia
Tuż po stopnieniu śniegu rośliny mają bure, nadgniłe liście, które później czernieją. W efekcie w przypadku roślin uprawnych całe pole może wyglądać jak pokryte ciemnym i mokrym wojłokiem, który jest łatwy do zdarcia. Podczas rozcierania takich liści między palcami charakterystyczna jest duża liczba ziemistych cząsteczek, co odróżnia wyprzenie od wymarzania.

## Wyprzenie fizjologiczne
Do wyprzenia dochodzi gdy na niezamarzniętą ziemię spadnie gruba warstwa śniegu, której pokrywa utrzymuje się przez okres ok. 1–2 miesięcy. Pod warstwą śniegu panują dodatnie temperatury wobec czego rośliny dość intensywnie oddychają, jednak z powodu braku światła fotosynteza nie zachodzi. Prowadzi to stopniowo do wyczerpywania się substancji pokarmowych, osłabienia, a nawet zamierania roślin z powodu głodu. Osłabione rośliny często są porażane chorobotwórczymi grzybami, a po ustąpieniu pokrywy śnieżnej nie zahartowane na niskie temperatury rośliny są podatne na wymarzanie. Wyprzenie fizjologiczne w czystej postaci występuje w Europie północnej i północno-wschodniej.

## Wyprzenie fitopatologiczne
Wyprzenie fitopatologiczne spowodowane jest niekorzystnym działaniem toksyn, egzoenzymów i regulatorów wzrostu grzybowego, zmianą oddychania roślin oraz nieprawidłową regulacją systemu korzeniowego. Pierwotną przyczyną tego zjawiska jest nadmierna wilgotność gleby przy dostępie światła i temperaturze 0 °C. Wyprzenie fitopatologiczne w czystej postaci występuje w Europie zachodniej.

## Wrażliwość na wyprzenie
Najbardziej wrażliwe na wyprzenie jest żyto, natomiast w znacznie mniejszym stopniu wrażliwe są pszenica, pszenżyto, jęczmień oraz rzepak.
Czynnikami ryzyka wyprzenia są rzeźba terenu (stoki północne, miejsca tworzenia się zasp przez naturalnych i sztucznych zasłonach), rodzaj gleby (gleby ciężkie i zlewne) oraz zabiegi agrotechniczne (zbyt wczesny lub zbyt późny siew, zbyt duża gęstość siewu).

## Wyprzenie roślin w Polsce
W Polsce wyprzenie fizjologiczne i fizjopatologiczne w czystej postaci występuje bardzo rzadko. Najczęściej zjawisko odbywa się w dwóch etapach – w pierwszym pod wpływem niekorzystnego układu zimowych zjawisk atmosferycznych dochodzi do wycieńczenia roślin (wyprzenie fizjologiczne), które w drugim etapie są atakowane przez pleśnie śniegowe (wyprzenie fitopatologiczne).

## Zapobieganie
Zapobieganie wyprzeniu polega na niezbyt wczesnym siewie zbóż, wysiewaniu właściwej ilości nasion oraz unikanie przenawożenia azotem. Odporność roślin na wyprzenie podnosi chlorek chloromekwatu (CCC), wapnowanie gleb, dostępność magnezu oraz mikroelementów żelaza, miedzi, cynku i boru. Zaprawienie przed siewem ziarna roślin ozimych środkami grzybobójczymi zapobiega wyprzeniu fitopatologicznemu. Pole przed siewem powinno być starannie przygotowane, natomiast po siewie wykonuje się bruzdy odprowadzające nadmiar wód podczas zimy lub wiosny. W celu przyspieszenia topnienia śniegu stosuje się jego posypywanie pyłem węglowym lub torfowym. Tuż po ustąpieniu pokrywy śnieżnej w celu wzmocnienia roślin należy zastosować pogłówne nawożenie azotowe.